# Чемпіонат Африки з легкої атлетики 2022
Чемпіонат Африки з легкої атлетики 2022 був проведений у селищі Сен-П'єр, що на Маврикії.
Ареною змагань виступив стадіон Національного спортивного комплексу Золотого узбережжя (англ. Côte d'Or National Sports Complex).
Медалі були розіграні в 45 видах програми.

## Призери

### Чоловіки
| Дисципліни                | Золото | Золото   | Срібло                                                                    | Срібло   | Бронза                                                                                      | Бронза   |
| ------------------------- | --- | -------- | ------------------------------------------------------------------------- | -------- | ------------------------------------------------------------------------------------------- | -------- |
| 100 метрів                | Фердінанд Оманьяла Кенія                                                                                               | 9,93w    | Акані Сімбіне ПАР                                                         | 9,93w    | Генріхо Брейнтьїс ПАР                                                                       | 10,01w   |
| 200 метрів                | Лециле Тебого Ботсвана                                                                                                 | 20,26    | Еммануель Есеме Камерун                                                   | 20,61    | Кларенс Муньяї ПАР                                                                          | 20,69    |
| 400 метрів                | Музала Самуконга Замбія                                                                                                | 45,31    | Баяпо Ндорі Ботсвана                                                      | 45,35    | Мохамед Глассі Туніс                                                                        | 45,54    |
| 800 метрів                | Сліман Мула Алжир | 1.45,59  | Ніколас Кіплагат Кенія                                                    | 1.46,63  | Цепісо Масалела Ботсвана                                                                    | 1.46,65  |
| 1500 метрів               | Абель Кіпсанг Кенія | 3.36,57  | Раян Мфалеле ПАР                                                          | 3.36,74  | Ембає Касає Ефіопія                                                                         | 3.38,27  |
| 5000 метрів               | Хайлемаріам Амаре Ефіопія                                                                                              | 13.36,79 | Данієль Ебеньйо Кенія                                                     | 13.38,79 | Хішам Аканкам Марокко                                                                       | 13.40,39 |
| 10000 метрів              | Абрахам Могос Ефіопія                                                                                                  | 29.19,01 | Чимідеса Дебеле Ефіопія                                                   | 29.22,74 | Абрахам Лонгосіва Кенія                                                                     | 29.23,02 |
| 110 метрів з бар'єрами    | Амін Буанані Алжир | 13,26w   | Жеремі Ларародуз Маврикій                                                 | 13,55w   | Антоніо Алкана ПАР                                                                          | 13,59w   |
| 400 метрів з бар'єрами    | Соквахана Зазіні ПАР                                                                                                   | 49,42    | Абдельмілік Лахулу Алжир                                                  | 50,10    | Вайзман Мухобе Кенія                                                                        | 50,48    |
| 3000 метрів з перешкодами | Хайлемаріам Тегень Ефіопія                                                                                             | 8.27,38  | Тадесе Такеле Ефіопія                                                     | 8.28,31  | Джеффрі Кірва Кенія                                                                         | 8.29,74  |
| 4×100 метрів              | КеніяДен Ківіасі Майк Ньянгау Самвел Імета Фердінанд Оманьяла                                                          | 39,28    | ПАРГенріхо Брейнтьїс Антоніо Алкана Чезвілл Джонсон Бенджамін Річардсон   | 39,79    | ЗімбабвеНгоні Макуша Діксон Камунгерему Тапіва Макараву Дензел Сіамсіалела                  | 39,81    |
| 4×400 метрів              | БотсванаБусанг Коллен Кебінацхіпі Леунго Скотч Ентоні Песела Баяпо Ндорі Майцео Кейтумеце (забіг) Зібане Нгозі (забіг) | 3.04,27  | ЗамбіяМузала Самуконга Кеннеді Лучембе Патрік Какозі Ньямбе Девід Муленга | 3.05,53  | НігеріяДжонсон Ннамані Чіді Окезі Сікуру Адеємі Іфеаньї Еммануель Оджелі Айо Адеола (забіг) | 3.07,05  |
| Ходьба 20 кілометрів      | Самуель Гатімба Кенія                                                                                                  | 1:22.40  | Вейн Снайман ПАР                                                          |          | Йоханіс Альгав Ефіопія                                                                      |          |
| Стрибки у висоту          | Хішам Буанун Алжир | 2,15     | Майк Едвард Нігерія                                                       | 2,15     | Мфо Лінкс ПАР                                                                               | 2,15     |
| Стрибки з жердиною        | Меді Амар Руана Алжир                                                                                                  | 5,30     | Хішам Халіль Черабі Алжир                                                 | 5,20     | Хендрік Йоганнес ван Вік ПАР                                                                | 4,90     |
| Стрибки у довжину         | Талосанг Цирелецо Ботсвана                                                                                             | 7,82w    | Чезвілл Джонсон ПАР                                                       | 7,78w    | Амат Фає Сенегал                                                                            | 7,70w    |
| Потрійний стрибок         | Уг Фабріс Занго Буркіна-Фасо                                                                                           | 17,34w   | Талосанг Цирелецо Ботсвана                                                | 16,77w   | Ясмер Трікі Алжир                                                                           | 16,58    |
| Штовхання ядра            | Чуквуєбука Енеквечі Нігерія                                                                                            | 21,20 CR | Кайл Блігнот ПАР                                                          | 20,60    | Мохамед Магді Єгипет                                                                        | 20,33    |
| Метання диска             | Вернер Віссер ПАР | 61,80 PB | Віктор Хоган ПАР                                                          | 58,95    | Раян Вільямс Намібія                                                                        | 56,70    |
| Метання молота            | Алан Каммінг ПАР | 69,13    | Цепанг Махетхе ПАР                                                        | 68,75    | Алаельдін Елашрі Єгипет                                                                     | 68,24    |
| Метання списа             | Джуліус Єго Кенія | 79,62    | Іхаб Абдельрахман Єгипет                                                  | 77,12    | Філіппус Янсе ван Ренсбург ПАР                                                              | 74,10    |
| Десятиборство             | Ларбі Бурадда Алжир | 7776     | Фрідріх Преторіус ПАР                                                     | 7504     | Джессі Перес ПАР                                                                            | 7396     |

### Жінки
| Дисципліни                | Золото                                                                                               | Золото   | Срібло                                                                          | Срібло   | Бронза                                                                | Бронза   |
| ------------------------- | --- | -------- | ------------------------------------------------------------------------------- | -------- | --------------------------------------------------------------------- | -------- |
| 100 метрів                | Джіна Басс Гамбія                                                                                    | 11,06w   | Амінату Сейні Нігер                                                             | 11,09w   | Каріна Горн ПАР                                                       | 11,14w   |
| 200 метрів                | Амінату Сейні Нігер                                                                                  | 23,04    | Максімілла Імалі Кенія                                                          | 23,43    | Рода Нджобву Замбія                                                   | 23,51    |
| 400 метрів                | Міранда Кутці ПАР                                                                                    | 51,82    | Нідді Мінгіліші Замбія                                                          | 52,36    | Аял Дагначев Ефіопія                                                  | 52,76    |
| 800 метрів                | Джарінтер Мвасья Кенія                                                                               | 2.02,80  | Нецанет Деста Ефіопія                                                           | 2.02,99  | Пруденс Секгодісо ПАР                                                 | 2.03,46  |
| 1500 метрів               | Вінні Чебет Кенія                                                                                    | 4.16,10  | П'юріті Чепкіруї Кенія                                                          | 4.16,28  | Аял Дагначев Ефіопія                                                  | 4.16,45  |
| 5000 метрів               | Беатріс Чебет Кенія                                                                                  | 15.00,82 | Фантає Белайнех Ефіопія                                                         | 15.01,89 | Керолайн Ньяга Кенія                                                  | 15.05,34 |
| 10000 метрів              | Керолайн Ньяга Кенія                                                                                 | 32.12,61 | Рейчел Зена Чебет Уганда                                                        | 32.17,66 | Месерет Гебре Ефіопія                                                 | 32.25,97 |
| 100 метрів з бар'єрами    | Тобі Амусан Нігерія                                                                                  | 12,57PB  | Ебоні Моррісон Ліберія                                                          | 12,77PB  | Маріон Фурі ПАР                                                       | 12,93    |
| 400 метрів з бар'єрами    | Зеней ван дер Вальт ПАР                                                                              | 56,00    | Тейлон Більдт ПАР                                                               | 56,67    | Нора Еннаді Марокко                                                   | 58,06    |
| 3000 метрів з перешкодами | Веркуха Гетачев Ефіопія                                                                              | 9.36,81  | Зерфе Вондемагень Ефіопія                                                       | 9.41,37  | Карен Чебет Кенія                                                     | 9.43,64  |
| 4×100 метрів              | НігеріяПрейс Ідамадуду Тіма Гадблесс] Прейс Офоку Тобі Амусан Джой Абу (забіг) Балікіс Якубу (забіг) | 44,45    | ПАРМарзан Лотс Банеле Шабангу Шарліз Ейлерд Фінділе Кубека Тамзін Томас (забіг) | 44,87    | ГамбіяФату Сове Маймуна Джеллоу Ньїмасата Джоне Джіна Басс            |          |
| 4×400 метрів              | ПАРЗеней ван дер Вальт Тейлон Більдт Міранда Кутці Прешес Молепо                                     | 3.29,34  | КеніяДжасінта Шиканда Геллен Сьйомбуа Джоан Чероно Вероніка Мутуа               | 3.35,55  | НігеріяДебора Оке Квін Усунобун Елла Оноджуввевво Пейшенс Окон Джордж | 3.36,24  |
| Ходьба 20 кілометрів      | Емілі Нгії Кенія                                                                                     | 1:34.30  | Єхуалеє Белетев Ефіопія                                                         | 1:35.48  | Сільвія Кембой Кенія                                                  | 1:39.40  |
| Стрибки у висоту          | Роуз Єбоа Гана                                                                                       | 1,79     | Темітоуп Адешина Нігерія                                                        | 1,79     | Івонн Робсон ПАР                                                      | 1,79 PB  |
| Стрибки з жердиною        | Міре Рейнсторф ПАР                                                                                   | 3,80     | Мафуті Дорра Туніс                                                              | 3,70     | Ніколь Янсен ван Ренсбург ПАР                                         | 3,70     |
| Стрибки у довжину         | Марте Коала Буркіна-Фасо                                                                             | 6,42     | Юссра Ладждуд Марокко                                                           | 6,37     | Есра Самір Єгипет                                                     | 6,29     |
| Потрійний стрибок         | Сангоне Канджі Сенегал                                                                               | 13,76    | Салі Сарр Сенегал                                                               | 13,42    | Веронік Коссенда Рей Камерун                                          | 13,35    |
| Штовхання ядра            | Ішке Сенекаль ПАР                                                                                    | 16,40 PB | Карін Мекам Габон                                                               | 15,87 PB | Зоніка Ліндке ПАР                                                     | 15,79    |
| Метання диска             | Чіома Оньєквере Нігерія                                                                              | 58,19    | Нора Атім Моні Камерун                                                          | 54,44    | Обіагері Амечі Нігерія                                                | 54,15    |
| Метання молота            | Оєсаде Олатоє Нігерія                                                                                | 63,67    | Зуйна Бузебра Алжир                                                             | 63,48    | раван Баракат Єгипет                                                  | 62,67    |
| Метання списа             | Джо-Ане ван Дік ПАР                                                                                  | 60,65    | Мкіла ван дер Вестхейзен ПАР                                                    | 55,55    | Яна ван Шальквік ПАР                                                  | 54,49    |
| Семиборство               | Оділь Ауанвану Бенін                                                                                 | 5756     | Шеннон Верстер ПАР                                                              | 5329     | Чунді Нада Туніс                                                      | 5117     |

### Змішана дисципліна
| Дисципліна   | Золото                                                                        | Золото  | Срібло                                                                   | Срібло  | Бронза                                                               | Бронза  |
| ------------ | ----------------------------------------------------------------------------- | ------- | ------------------------------------------------------------------------ | ------- | -------------------------------------------------------------------- | ------- |
| 4×400 метрів | БотсванаКоллін Кебінатшипі Мотлаці Ранте Кейтумеце Майцео Крістін Ботлогетсве | 3.21,85 | НігеріяЕммануель Оджелі Елла Оноджуввевво Айо Адеола Пейшенс Окон Джордж | 3.22,38 | КеніяКоллінс Омае Гічана Вільям Реян Вероніка Мутуа Джарінтер Мвас'я | 3.22,75 |

## Медальний залік
| Місце               | Країна              | Золото | Срібло | Бронза | Загалом |
| ------------------- | ------------------- | ------ | ------ | ------ | ------- |
| 1                   | Кенія               | 10     | 5      | 8      | 23      |
| 2                   | ПАР                 | 9      | 13     | 14     | 36      |
| 3                   | Нігерія             | 5      | 3      | 3      | 11      |
| 4                   | Алжир               | 5      | 3      | 1      | 9       |
| 5                   | Ефіопія             | 4      | 6      | 4      | 14      |
| 6                   | Ботсвана            | 4      | 2      | 1      | 7       |
| 7                   | Буркіна-Фасо        | 2      | 0      | 0      | 2       |
| 8                   | Замбія              | 1      | 2      | 1      | 4       |
| 9                   | Сенегал             | 1      | 1      | 1      | 3       |
| 10                  | Нігер               | 1      | 1      | 0      | 2       |
| 11                  | Гамбія              | 1      | 0      | 1      | 2       |
| 12                  | Бенін               | 1      | 0      | 0      | 1       |
| 12                  | Гана                | 1      | 0      | 0      | 1       |
| 14                  | Камерун             | 0      | 2      | 1      | 3       |
| 15                  | Єгипет              | 0      | 1      | 4      | 5       |
| 16                  | Марокко             | 0      | 1      | 2      | 3       |
| 16                  | Туніс               | 0      | 1      | 2      | 3       |
| 18                  | Габон               | 0      | 1      | 0      | 1       |
| 18                  | Ліберія             | 0      | 1      | 0      | 1       |
| 18                  | Маврикій            | 0      | 1      | 0      | 1       |
| 18                  | Уганда              | 0      | 1      | 0      | 1       |
| 22                  | Намібія             | 0      | 0      | 1      | 1       |
| 22                  | Зімбабве            | 0      | 0      | 1      | 1       |
| Загалом (23 збірні) | Загалом (23 збірні) | 45     | 45     | 45     | 135     |